# Colombier-le-Jeune

Colombier-le-Jeune este o comună în departamentul Ardèche din sud-estul Franței. În 1 ianuarie 2022 avea o populație de 566 de locuitori.